# Dryopteris crispifolia
Dryopteris crispifolia Rasbach, Reichstein & Vida é uma espécie de planta, pertencente à família Dryopteridaceae, endémica do arquipélago dos Açores.